# Daniël van Hogendorp

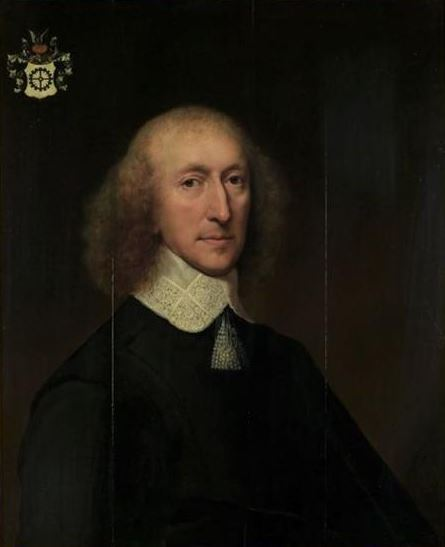
Daniël van Hogendorp

Daniël van Hogendorp, heer van Moerkapelle en Wilde Veenen (Amsterdam, 23 september 1604 - Rotterdam, 30 maart 1673) was een lid van het Rotterdamse geslacht Van Hogendorp.
Daniël, zoon van Cornelis Lenaertsz. van Hogendorp en Hillegond Daniëlsdr.van Malsen, was in 1634 schepen van Rotterdam. Deze functie bekleedde hij ook in 1637. Tussen 1634 en 1672 was hij vroedschapslid en in 1639 burgemeester. Van Hogendorp vervulde nog diverse andere ambten zoals baljuw en dijkgraaf van het Hoogheemraadschap van Schieland. Hij nam ook het initiatief tot de bouw van het Schielandshuis. Van Hogendorp trouwde op 19 april 1650 te Delft met Ida Maria Hooft. Het echtpaar bleef kinderloos. Door dit huwelijk werd hij de aangetrouwde neef van Volckert Overlander en de zwager van Cornelis de Graeff (via Ida Maria's nicht Catharina Hooft).
Zijn door Cornelis Janssens van Ceulen geschilderd portret bevindt zich in het Museum Boijmans Van Beuningen te Rotterdam.
Daniël van Hogendorp overleed op 30 maart 1673 te Rotterdam.
In Moerkapelle is de Van Hogendorpstraat naar hem vernoemd.
- International Standard Name Identifier: 0000 0003 8860 0379
- Nederlandse Thesaurus van Auteursnamen: 07008663X
- Virtual International Authority File: 281805694
- WorldCat: E39PBJvmHTBFVfyQ9bbVFFtxjC